# La capra Penelope
La capra Penelope (Angora Love) è una comica muta del 1929 diretta da Lewis R. Foster interpretata da Laurel & Hardy.
In Italia è noto anche col titolo Amor di capra.
Questo è l'ultimo film muto che la coppia girò prima di passare completamente ai film sonori.
Il soggetto della comica fu ripreso da Laurel & Hardy nella comica Non c'è niente da ridere(1931), dove al posto della capra, i due hanno un barboncino da compagnia.

## Trama
Una capra scappa dal padrone e si avvicina a due passanti, Stanlio e Ollio, ai quali si affeziona. L'animale li segue così fino a casa e i due sono costretti a tenerla nascosta dal padrone che essi disturberanno molte volte coi rumori che faranno per badare alla capra, facendolo arrabbiare. Dato il cattivo odore che la capra emana, Stanlio e Ollio le fanno un bagno. Mentre la lavano, visto che l'acqua penetra nell'appartamento sottostante dove c'è il padrone di casa, questo entra nell'appartamento di Stanlio e Ollio e li vede con la capra. Comincia una battaglia a secchiate d'acqua. Un poliziotto precedentemente chiamato dal padrone arriva. Dopo essersi preso la secchiata dal padrone (per sbaglio) lo arresta perché lo crede il ladro della capra. Nell'appartamento restano solo Stanlio e Ollio e da sotto il letto escono i cuccioli della capra che ha causato loro tanti pasticci.

## Produzione
- La musica è a effetti sincronizzati, come in un altro film della coppia Squadra sequestri, girato nello stesso anno. Un'altra analogia con questo cortometraggio, che possiede Angora Love, è la musica originale con organetto.
- Nella seconda metà degli anni ottanta la comica è stata resa sonora da Enzo Garinei e Giorgio Ariani che doppiavano rispettivamente Stanlio e Ollio leggendo gli intertitoli.